# Санаґочі

Са́наґо́чі (яп. 佐那河内村, さなごうちそん, МФА: [sanagoːt͡ɕi soɴ]?) — село в Японії, в повіті Мьодо префектури Токусіма. Розташоване в східній частині префектури.  Площа становить 42,30 км². Станом на 1 серпня 2012 року населення складало 2452  осіб, густота населення — 58 осіб/км². Основою економіки є сільське господарство — вирощування мандаринів, полуниць та судачі; скотарство, вироблення вітроенергії.  